# Vigor (jogo eletrônico)
Vigor é um jogo checo de ação online free-to-play e multi-plataforma da Bohemia Interactive para o Xbox One, Playstation 4, Nitendo Switch e Pc. Inicialmente lançado como um título de acesso antecipado em agosto de 2018 e lançado realmente em 19 de agosto de 2019. 

## Jogabilidade
Vigor é um jogo em terceira pessoa de sobrevivência online ambientado na Noruega pós-apocalíptica. O objetivo é permanecer vivo e construir um abrigo que proteja contra o ambiente hostil. Os jogadores têm que buscar recursos e melhor equipamento.

## Economia do jogo
A economia do jogo são as coroas, as coroas são moedas que podem ser utilizadas para comprar cosméticos no jogo, para finalizar melhorias no abrigo e finalizar construções de armas.

## Desenvolvimento
A Bohemia Interactive anunciou o Vigor em 11 de junho de 2018 durante a E3. O jogo foi lançado no Xbox Preview em 31 de julho de 2018.